# Segundo Gabinete Wüst
El segundo Gabinete de Hendrik Wüst ejerce el poder ejecutivo de Renania del Norte-Westfalia, a partir del 29 de junio de 2022. Encabezado por el político Hendrik Wüst, el gobierno está integrado por los partidos políticos Unión Demócrata Cristiana de Alemania (CDU) y Alianza 90/Los Verdes (B'90/Grüne).

## Mandato
Este gobierno está dirigido por el ministro presidente democristiano Hendrik Wüst. Está formado y apoyado por una coalición entre la Unión Demócrata Cristiana de Alemania (CDU) y Alianza 90/Los Verdes (B'90/Grüne). Juntos tienen 115 diputados de 195 de los escaños en el Parlamento de Renania del Norte-Westfalia.
Por lo tanto, sucede al Primer Gabinete Wüst, formado por la CDU y el FDP.

## Gabinete ministerial
Unión Demócrata Cristiana de Alemania     Alianza 90/Los Verdes

### Ministro Presidente de Renania del Norte-Westfalia
| Fotografía | Minitro Presidente | Período             | Período     | Partido | Partido |
| Fotografía | Minitro Presidente | Inicio              | Fin         | Partido | Partido |
| ---------- | ------------------ | ------------------- | ----------- | ------- | ------- |
|            | Hendrik Wüst       | 29 de junio de 2022 | En el cargo |         |         |

### Viceministra presidenta de Renania del Norte-Westfalia
| Fotografía | Viceministra presidenta | Período             | Período     | Partido | Partido |
| Fotografía | Viceministra presidenta | Inicio              | Fin         | Partido | Partido |
| ---------- | ----------------------- | ------------------- | ----------- | ------- | ------- |
|            | Mona Neubaur            | 29 de junio de 2022 | En el cargo |         |         |

### Ministros
| Ministerio                                                 | Fotografía | Titular            | Período             | Período     | Partido | Partido |
| Ministerio                                                 | Fotografía | Titular            | Inicio              | Fin         | Partido | Partido |
| ---------------------------------------------------------- | ---------- | ------------------ | ------------------- | ----------- | ------- | ------- |
| Agricultura y Protección del Consumidor                    |            | Silke Gorißen      | 29 de junio de 2022 | En el cargo |         |         |
| Asuntos Federales, Europeos e Internacionales              |            | Nathanael Liminski | 29 de junio de 2022 | En el cargo |         |         |
| Comunidades, Seguridad, Infraestructuras y Digitalización  |            | Ina Scharrenbach   | 29 de junio de 2022 | En el cargo |         |         |
| Cultura y Ciencia                                          |            | Ina Brandes        | 29 de junio de 2022 | En el cargo |         |         |
| Economía, Industria, Protección del Clima y Energía        |            | Mona Neubaur       | 29 de junio de 2022 | En el cargo |         |         |
| Educación                                                  |            | Dorothee Feller    | 29 de junio de 2022 | En el cargo |         |         |
| Finanzas                                                   |            | Marcus Optendrenk  | 29 de junio de 2022 | En el cargo |         |         |
| Infancia, Juventud, Familia, Igualdad, Asilo e Integración |            | Josefine Paul      | 29 de junio de 2022 | En el cargo |         |         |
| Interior                                                   |            | Herbert Reul       | 29 de junio de 2022 | En el cargo |         |         |
| Justicia                                                   |            | Benjamin Limbach   | 29 de junio de 2022 | En el cargo |         |         |
| Medio Ambiente, Protección de la Naturaleza y Transporte   |            | Oliver Krischer    | 29 de junio de 2022 | En el cargo |         |         |
| Trabajo, Sanidad y Asuntos Sociales                        |            | Karl-Josef Laumann | 29 de junio de 2022 | En el cargo |         |         |